# Kathrin und Peter

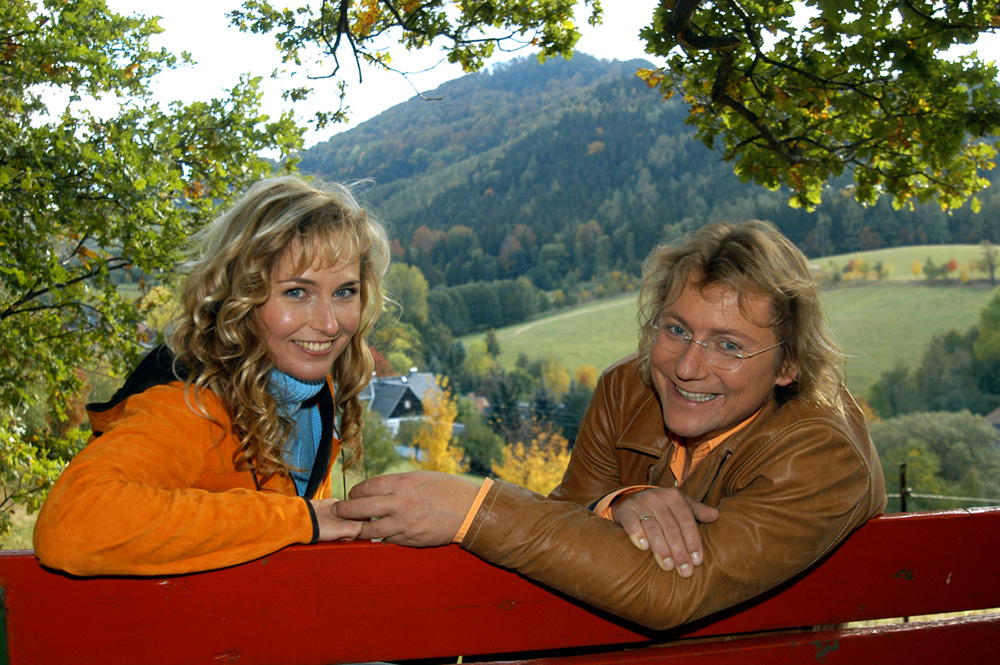
Kathrin & Peter

Kathrin und Peter sind ein deutsches Gesangs- und Moderatoren-Duo aus dem Bereich des deutschsprachigen Schlagers. Kathrin (* 30. November 1962 in Löbau) und Peter Kunze (* 9. März 1962 in Löbau) wohnen im Naturpark Zittauer Gebirge.

## Biografie
Das Duo kennt sich seit jungen Jahren. Kathrin ist gelernte Konstruktionsingenieurin, singt und spielt Gitarre seit ihrer Kindheit. Peter sang bereits seit früher Kindheit und im Schulchor. Er absolvierte nach der Bäckerlehre eine Ausbildung zum Moderator und Wortinterpreten an der Kulturakademie in Dresden und in Berlin. Anfänglich waren beide als Discjockeys tätig, z. B. in der „Blauen Kugel“ Cunewalde. Seit Ende der 1990er Jahre bilden sie das Duo Kathrin & Peter. Sie sind seit 1994 miteinander verheiratet. Sie haben einen Sohn.
Ihre erste Single veröffentlichten sie im Jahre 1999. Seitdem entstanden erfolgreiche Lieder wie Wenn nicht heute wann denn dann, Samba de la Luna oder Die Melodie, die auch kommerziell den Erfolg brachten. Sie arbeiten mit erfolgreichen Musikproduzenten und Textern wie Bernd Meinunger, Reiner Burmann, Willy Klüter und Uwe Haselsteiner zusammen. Ihre Titel erreichten zahlreiche erste Plätze in Hitparaden und Airplaycharts.
Sie treten in unterschiedlichen TV-Sendungen wie Immer wieder sonntags, Musik für Sie, Lustige Musikanten, ZDF-Fernsehgarten, Schlager des Jahres oder der Schlagerparade der Volksmusik auf. 2006 wurde ihre Konzertreise nach San Francisco (USA) von Kamerateams begleitet und dieser Bericht erreichte gute Quoten im Fernsehen. Sie sind auch als TV-Moderatoren tätig und verstehen sich hierbei als „Botschafter für die Oberlausitz“. 1999 eröffneten sie das „Quirle-Häusl“ in Waltersdorf in der Ferienregion „Naturpark Zittauer Gebirge“, ein Hotel und Restaurant.

## Trivia
In dem Spielfilm Der ewige Gärtner wird ein Fernsehauftritt von Kathrin und Peter dazu benutzt, die Kampfgeräusche zu übertönen als die Hauptperson, gespielt von Ralph Fiennes, während eines Aufenthalts in Deutschland in ihrem Hotelzimmer zusammengeschlagen wird.

## Erfolgstitel
- Mein Herz macht bum budi bum 1999
- Hurra die Musik ist da 2000
- Kleiner Matrose 2001
- Nur aus dem Herz kommt die Musik 2001
- Das Wunder der Liebe 2002
- Blau war die Nacht 2003
- Schenk mir das Lächeln deines Herzens 2004
- Liebe ist die beste Therapie 2004
- Was kann ich denn dafür (Something stupid) 2004
- Samba de la Luna 2005
- Du bist mein Weg zum Glück 2006
- Du bist das Licht in meinem Leben 2006
- Wenn nicht heute wann denn dann 2007
- Weiße Segel im Wind 2007
- Der Sonne entgegen 2008
- Die Melodie 2009
- Heute denk ich nicht an morgen 2009
- Tanz mein Leben 2009
- Zusammen ist man weniger allein 2009
- Samba im Takt der Gefühle 2010
- Sage niemals nie 2017
- Heut verlieb ich mich 2019

## Auszeichnungen
- Herbert-Roth-Preis 2001

## Diskografie

### CDs
- 1995 Da wo die Spree entspringt
- 1997 Sei doch ganz einfach gut gelaunt
- 1998 Winterzeit – Kuschelzeit
- 2000 Du bist meine Welt
- 2002 Mit dir auf Wolke 7
- 2004 Sonnenschein im Herz
- 2004 Lieder aus der Oberlausitz
- 2005 Lieder zum Träumen
- 2007 Zusammen
- 2009 Nur die Hits
- 2011 Weihnachtstraummelodien
- 2012 Kurzurlaub
- 2017 Glücksgefühl

### DVDs
- 2003 Kathrin & Peter – Die DVD
- 2005 Fröhliche Weihnachten mit Kathrin & Peter
- 2009 Glücksmomente
- 2018 Das Beste – Kathrin & Peter